# Назва Австрії

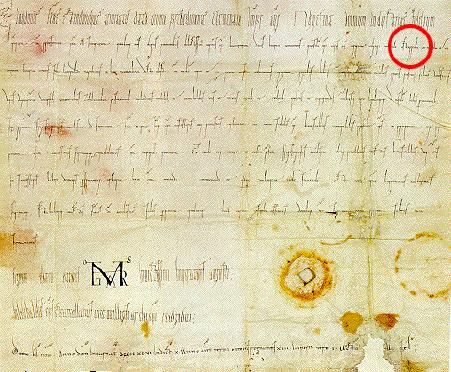
Документ, в якому уперше згадується слово «ostarrichi» (виділено червоним)

Німецька назва Австрії, Österreich, походить від давньоверхньонімецького слова Ostarrichi, яке зустрічається в документі 996 року. Це слово, як вважають, є перекладом латинського Marchia Orientalis (Східна марка) на місцевому діалекті. Нинішня Австрія була «маркою» — пограничною територією герцогства Баварія, створеного в 976 році. Reich же означає «королівство» або «імперія». Ostmark (Остмарк), переклад Marchia Orientalis на звичайну німецьку, використовувалося офіційно для іменування території після її анексії нацистською Німеччиною.

## Етимологія
Österreich походить від давньоверхньонімецького слова Ostarrichi. Цей термін, у свою чергу, походить від давньоверхньонімецького слова Marchia Orientalis (Східна марка). Слово Ostar походить від давньоверхньонімецького ōstan («східний»), але його точне походження залишається неясним. Давньоверхньонімецький rihhi означав «сфера, область».
Marchia orientalis, відома також як баварська Східна марка (Остмарк) і Австрійська марка(Marchiam Austriae), була префектурою герцогства Баварії і з 976 року належала роду Бабенбергів. Варіант Ostarrichi зустрічається всього одного разу в документі 996 року. Документ був виданий імператором Оттоном III 1 листопада 996 року в Брухзалі для єпископа Фрайзінга. Нині він зберігається в Bayrisches Hauptstaatsarchiv у Мюнхені. Документ стосується дарування «території, яка відома на місцевій мові як Ostarrichi» (regione vulgari vocabulo Ostarrichi), абатству Фрайзінг.
Пізніші середньовічні документи використовують найменування Osterrîche (офіційне) або Osterlant (повсякденне і поетичне). Формулювання Marcha Osterriche з'являється уперше в документі імператора Генріха IV в 1058 році.
Австрійський історик Фрідріх Хир заявив у своїй книзі Der Kampf um die österreichische Identität («Боротьба за австрійську ідентичність»), що назва «Австрія» має давнішу історію і сходить до кельтського Норик, який Хир розшифровує як No- або Nor- («східний») та -rig («царство»). По Хиру, витоки сучасної Австрії сходять до IX століття: в «Historia Langobardorum» Павло Диакон відмічає, що територія Верхньої і Нижньої Австрії стає усе більш населеною. Назва «Ostarrichi» уперше зустрічається в офіційному документі 996 року, до Оттона I. Відтоді це слово перетворилося на топонім «Австрія».
Альтернативна теорія, запропонована професором славістики Отто Кронштайнером, ґрунтується на тому, що термін Ostarrichi міг походити від слов'янського топоніма «Ostravica» — «пагорб». Ця теорія була спростована як неспроможна австрійським лінгвістом Хайнц-Дитером Полемо. Нарешті, ще одна гіпотеза походження назви Ostarrichi від племені остготов, яке свого часу населяло території нинішньої Австрії і північної Італії.

## Латинський і англійський варіанти
Назва Austria є латинізованим варіантом німецького Österreich. Це привело до плутанини, оскільки німецький Ost означає «Схід», але латинське auster означає «південь», в даному випадку (Австрія знаходилася на північ від зони застосування латинської мови) означаючи південну околицю області німецької мови. Латинізований варіант уперше зустрічається як Austrie marchionibus («маркграф Австрії») в документі, виданому Конрадом III монастирю Клостернойбурга в 1147 році. В Privilegium Minus 1156 року назва країни дається як marchiam Austriae (Австрійська марка) і Austriae ducatum (герцогство Австрія). У англійській мові Austria використовується з початку XVII століття.

## Інші мови
Усі германські мови, окрім англійської, використовують назву Австрії, наближену до Österreich: на африкаанс — Oostenryk, на данській — Østrig, на голландській — Oostenrijk, на західнофризькій — Eastenryk, на ісландській — Austurríki. Фінське Itävalta також походить від німецької назви : Itä- означає «схід», і -valta — «держава». Топонім «Austria» чи його фонетичні похідні (наприклад «Ausztria») прийняті у більшості інших мов, у тому числі угорській, італійській, іспанській, португальській, польській, словенській, грецькій, естонській, турецькій і албанській. Французька є винятком серед мов романської групи і використовує близьке до німецького найменування Autriche.
Чеська і словацька мови мають своєрідну назву для Австрії. Чеське Rakousko і словацьке Rakúsko не походить ні від німецького Österreich, ні від латинського Austria. Чеський топонім Rakousko, раніше також Rakúsy іRakousy, бере свій початок від назви австрійського замку і міста Рабс-ан-дер-Тайя біля чесько-австрійської межі, раніше відомого також як Ratgoz або Ratgos. Варто відмітити, що древній географ Птолемей згадує два племені (невідомою етнічної приналежності), названі Racatae и Racatriae, які населяли області навколо річки Дунай, приблизно на північ від сучасної Відня і на південному заході Словаччини.
Арабська назва Австрії — an-Nimsā (النمسا). Цей топонім — запозичення (через Туреччину або перське «نمچه» — «Nemce») від слов'янського «німці», němьci. Ті ж корені у хорватського Njemačka, сербського Nemačka, чеського Německo, словацького Nemecko і т. д., — усі ці топоніми походять від слова «німий» і нині означають Німеччину.